# Фрідріхсвердер (район Берліну)

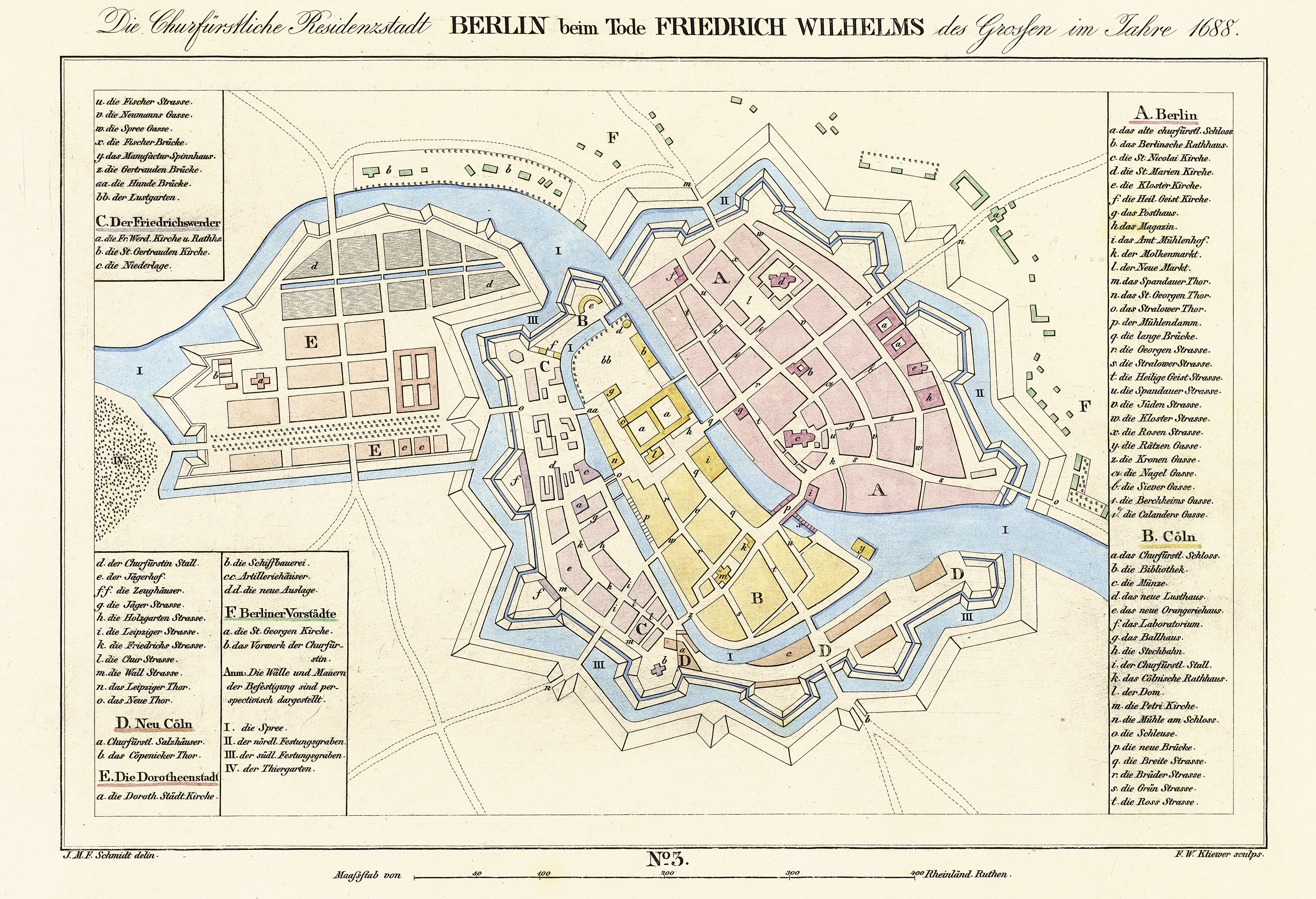
Карта Берліна 1688 року. Фрідріхсвердер, розташований на заході міста, позначений буквою «C»

Фрідріхсвердер (нім. Friedrichswerder — острів Фрідріха) — історичний квартал в центрі Берліна на захід від каналу Шпрее в адміністративному районі Мітте .

## Розташування
Межі Фрідріхсвердера проходять на півночі по вулиці Хінтер-дем-Гісхаус (нім. Hinter dem Gießhaus) на сході — по каналу Шпрее, площі Шпіттельмаркт в кінці Лейпцизської вулиці — на півдні і вулицях Обервальштрассе (нім. Oberwallstraße) й Нідервальштрассе (нім. Niederwallstraße), а також площі Хаусфогтайплац (нім. Hausvogteiplatz) на заході.

## Історія
У 1662 році указом курфюрста Фрідріхсвердеру, який знаходився на захід від об'єднаних Берліна і Кельна, були надані міські права, а у 1668 році нове місто опинилось всередині фортечних укріплень Берліна. «Острів» в назві Фрідріхсвердера пояснюється тим, що спочатку місто Фрідріхсвердер майже повністю було оточене водою каналу Шпрее і кріпосного рову. 
18 січня 1709 року король Пруссії Фрідріх I видав указ про об'єднання Берліна, Кельна, Фрідріхсвердера, Доротеенштадта і Фрідріхштадт в «головну королівську резиденцію Берлін». У 1870-х роках стару забудову Фрідріхсвердера стали змінювати нові великі будівлі, а площа Хаусфогтайплац перетворилася на центр торгівлі Текстильними товарами. Чисельність населення Фрідріхсвердера досягла свого максимуму в 1875 році, склавши 9 176 осіб, а в 1910 році становила лише 2 979.
Під час Другої світової війни Фрідріхсвердер піддався серйозним руйнуванням. На пустирі між Курштрассе (нім. Kurstraße) і Хаусфогтайплац з 2005 року ведеться будівництво нового житлового комплексу таунхаусного типу .

## Відомі пам'ятки
- Будівля Федерального міністерства закордонних справ Німеччини, побудована в 1999 році
- Ведмежий фонтан на площі Вердершер-Маркт
- Виставковий корпус Німецького історичного музею, побудований у 2003 році за проектом архітектора Бей Юйміна
- Палац кронпринців
- Фрідріхсвердерська церква
- Цейхгауз

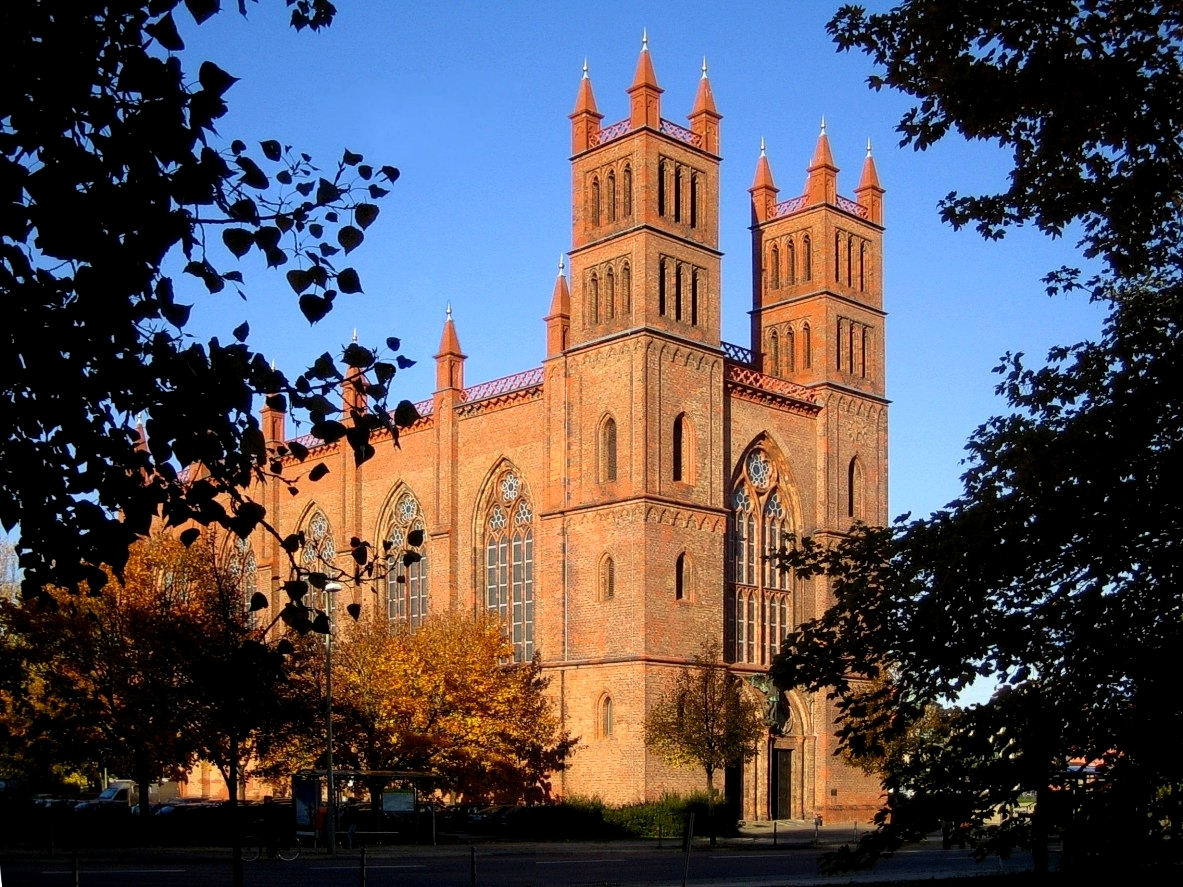
Неоготична Фрідріхсвердерська церква
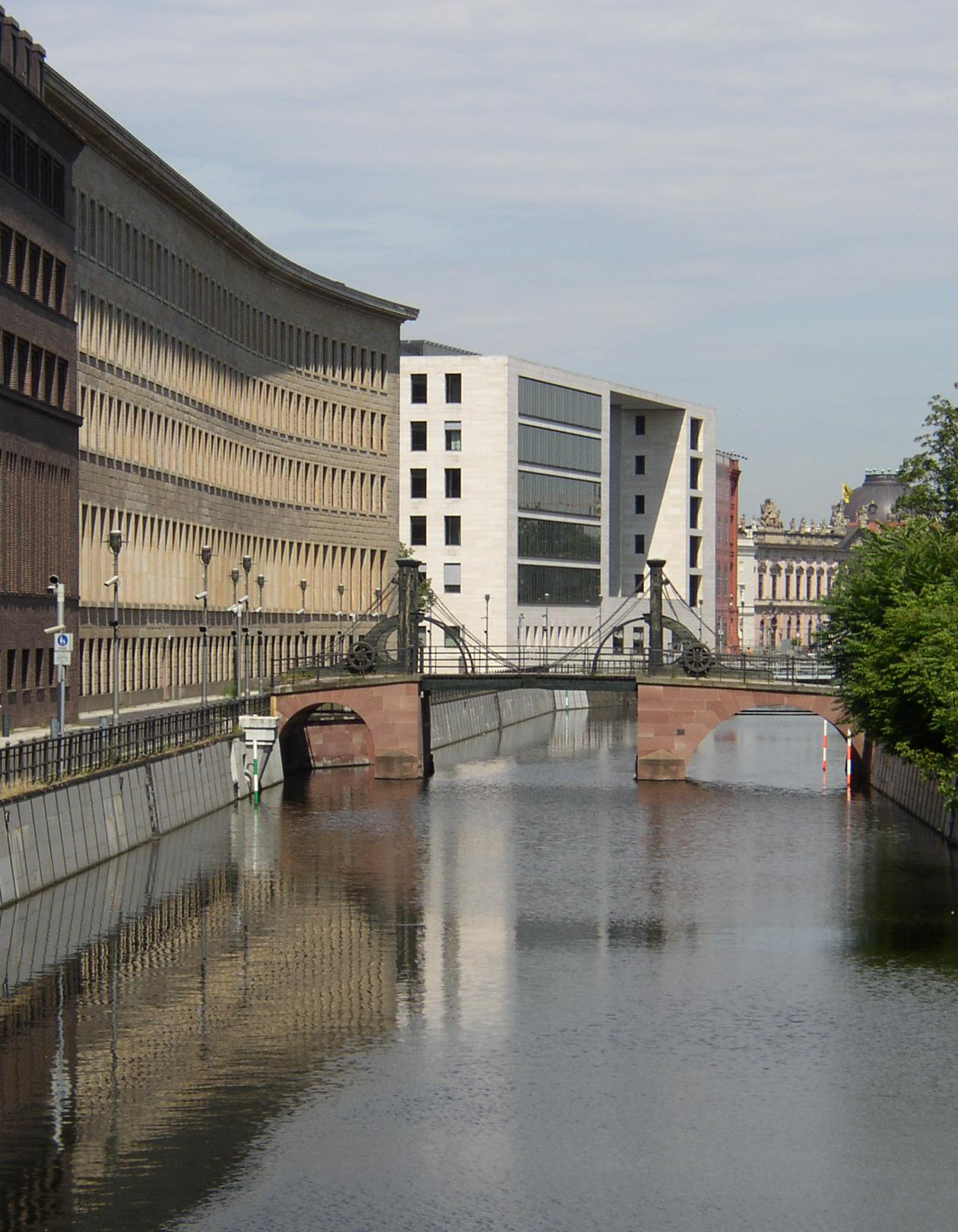
Будівля Міністерства закордонних справ ФРН за Дівочим мостом
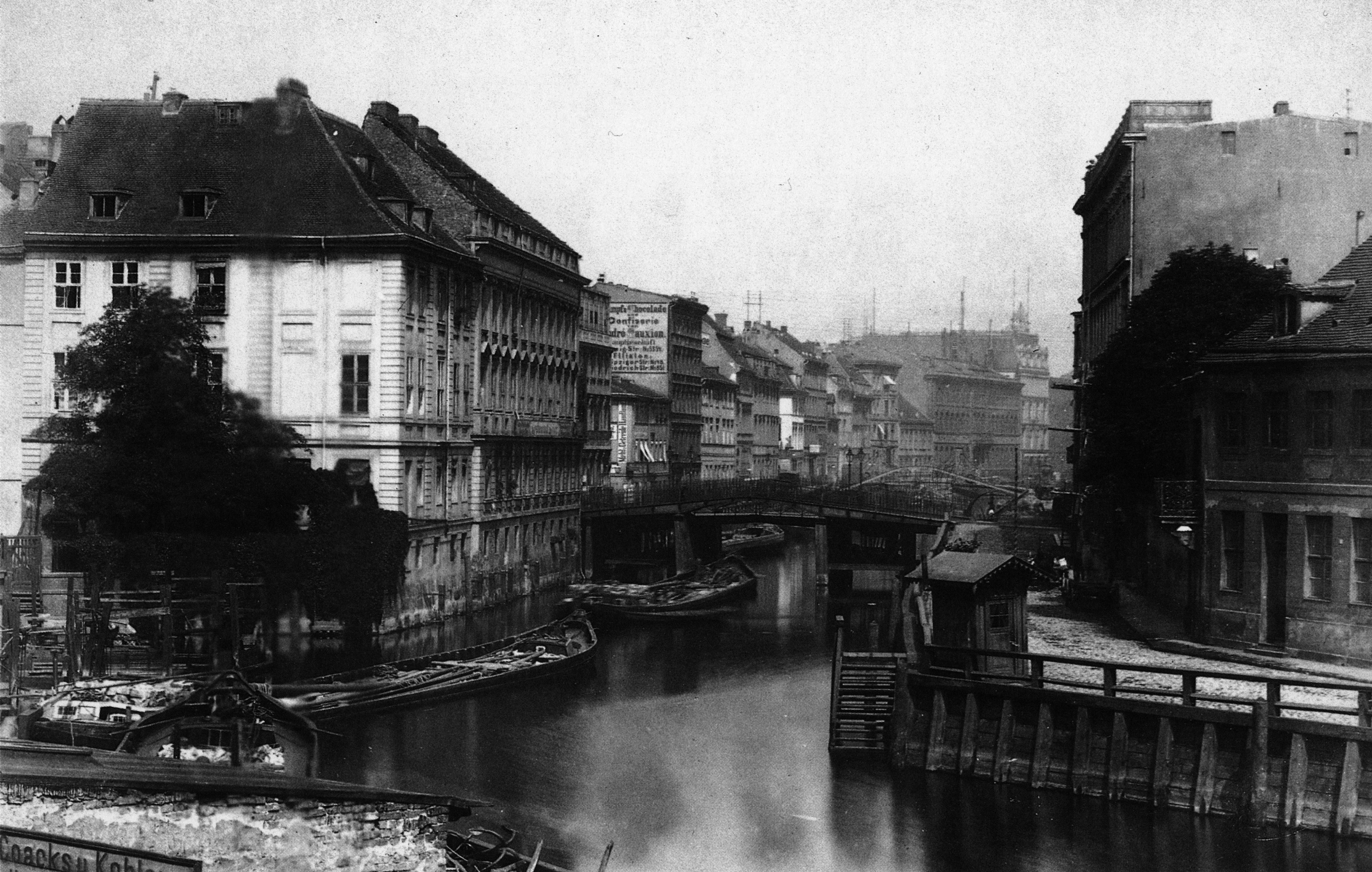
Історичне фото мосту Гертрауденбрюкке.